# Dworek Nędzówka w Bieczu
Dworek Nędzówka w Bieczu (popularnie nazywany Wantuchówka) – murowany dworek w Bieczu z XVIII w. Był budowany w latach 1775–1799. Znajduje się przy ul. Kazimierza Wielkiego. Zaczął on podupadać i do połowy XX w. był parterowym zdewastowanym budynkiem. Po remoncie dobudowano piętro i obecnie znajduje się w nim m.in. klub wędkarski oraz klub Anonimowych Alkoholików.